# Деркач Пилип Максимович

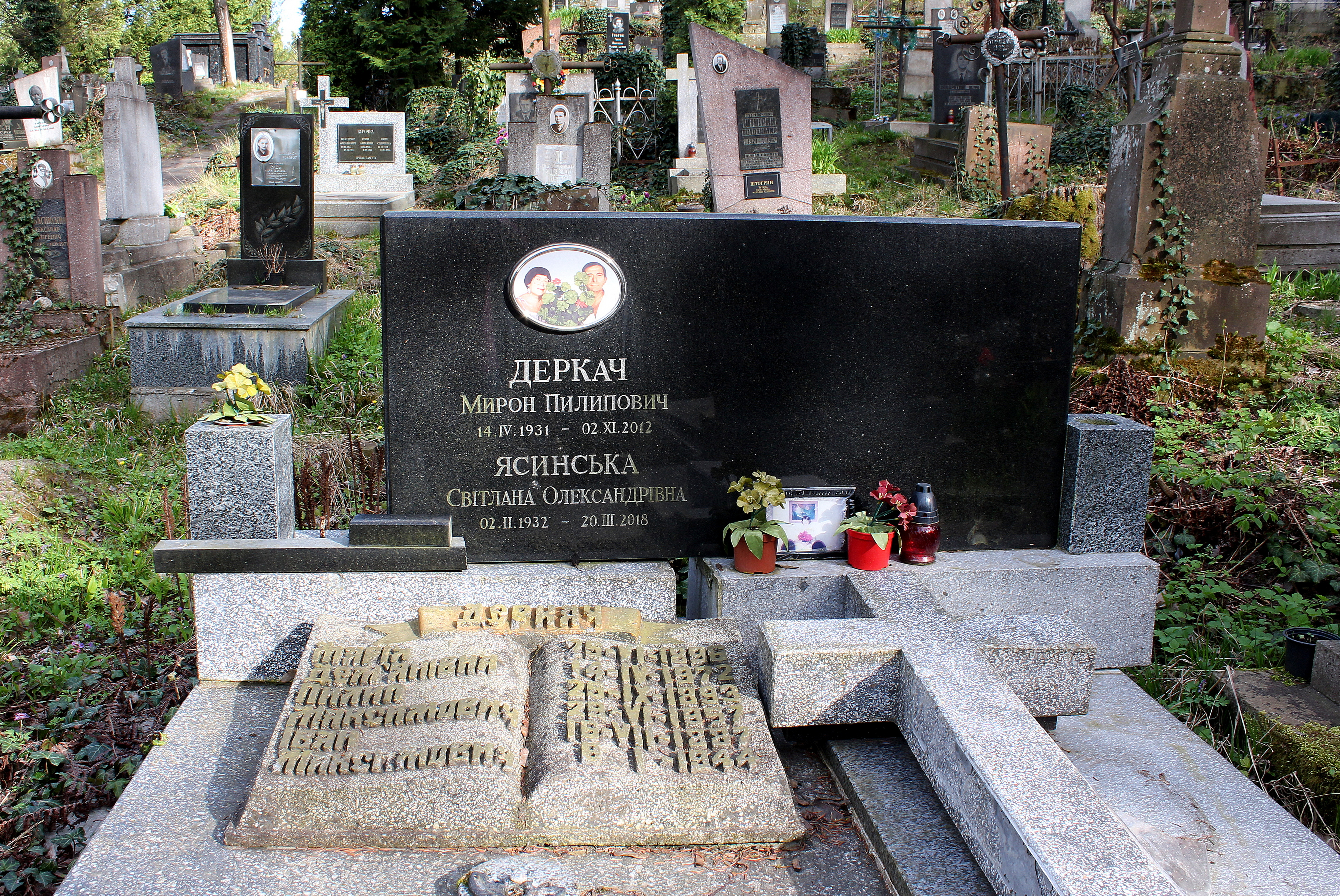
Могила Пилипа Деркача

Пили́п Макси́мович Дерка́ч (25 вересня 1893, с. Сторонибаби, нині Буського району Львівської області — 29 червня 1957, Львів) — мовознавець, перекладач.

## Біографія
Початкову освіту здобув у рідному селі, середню освіту в українській гімназії в Перемишлі.
Під час Першої світової війни з 1914 року служив у легіоні УСС. 1917 року потрапив у російський полон і був вивезений аж до Самари, де промучився цілий рік. 1918 року повернувся у свій підрозділ, який перебував у Вижниці на Буковині.
Бере участь в польсько-українській війні як хорунжий УСС, битві за Львів 1918 р. . Наслідком тяжкого поранення у цій битві стала ампутація лівої ноги. Як інвалід перебуває у таборі для полонених у Стшалково у Великопольщі, звідки був звільнений 1919 року і виїхав до Відня для продовження лікування.
Після одужання студіює філософію і німецьку мову у Віденському університеті. На зимовий семестр 1922—1923 рр. переїжджає до Праги та продовжує навчання у Карловому університеті, який закінчує 1925 року зі ступенем доктора філософії та німецької мови.
У Празі Пилип Деркач познайомився з Марією Фуртак, яка стала його дружиною і вірним другом. Марія Дем'янівна також закінчила цей університет з вченим ступенем доктора філософії, славістики та літератури. Молоде подружжя повернулося до Львова, проте в умовах тогочасної Польщі наукова праця для них була нереальною: від українців вимагалася лояльність і праця в польських установах. Як інваліда війни П.Деркача не брали на роботу в польські навчальні заклади і він з 1926 до 1939 працював в українській приватній школі для ремісничої молоді. З 1939 року він тяжко хворів і виконував вдома лише перекладацьку роботу, зокрема здійснюючи переклади українською творів І.Франка, написаних німецькою та польською мовами.
Від 1944 працював у Львівському відділенні Інституту мовознавства АН УРСР, молодший науковий співробітник (1951—1957). Під керівництвом професора І. Свєнціцького досліджував проблеми лексикографії та синонімії, працював у співавторстві над укладанням двотомного «Польсько-українського словника», продовжував перкладати українською з польської та німецької мов окремі праці І. Франка для 25-томного видання його творів.
З 1948 року він розпочав самостійну улюблену роботу над укладанням «Короткого словника синонімів української мови» (Київ, 1960; 2-ге вид. Нью-Йорк, 1975; 3-е фототипне видання — Львів; Краків; Париж, 1993). Пилип Деркач, на жаль, не дочекався виходу в світ цієї праці, вона була опублікована 1960 року завдяки старанням його дружини.
Помер Пилип Деркач 29 червня 1957 у Львові. Похований  на 65 полі Личаківського цвинтаря.